# Pressione media indicata
In un motore a combustione interna la pressione media indicata, abbreviato pmi, è per definizione il lavoro del ciclo termodinamico indicato per unità di cilindrata.
{\displaystyle pmi={\frac {L_{ind}}{V_{cil}}}\quad [Pa]}
{\displaystyle L_{ind}=\oint _{ciclo}\,p\,dv\quad [J]}
Con:
- {\displaystyle V_{cil}\quad [m^{3}]} è la cilindrata del motore;
- {\displaystyle p\quad [Pa]} è la pressione nella camera di combustione, punto per punto, durante il ciclo di lavoro;
- {\displaystyle dv\quad [m^{3}]} è il volume infinitesimo spazzato dal cilindro tra il punto morto inferiore e il punto morto superiore.

Il lavoro indicato differisce dal lavoro ideale a causa delle perdite dovute alla macchina reale e al fluido di lavoro reale (comburente e combustibile).

La pressione media indicata rappresenta la capacità del motore di compiere lavoro. È un parametro che dipende dalla cilindrata, per tanto viene spesso usato per confrontare motori con cilindrate diverse.
La pmi è legata alla potenza indicata del motore tramite la relazione:
{\displaystyle P_{ind}=pmi\cdot V_{cil}\,{\frac {n}{\varepsilon }}\quad [W]}
In cui:
- {\displaystyle n\quad [s^{-1}]} è il numero di rotazioni del motore nell'unità di tempo;
- {\displaystyle \varepsilon } esprime la frequenza con cui viene svolto lavoro, rispetto alle rotazioni del motore. {\displaystyle \varepsilon =1} per un motore a due tempi, {\displaystyle \varepsilon =2} per un motore a quattro tempi

In prima approssimazione si può ipotizzare che pmi e numero di giri siano tra di loro indipendenti (cosa che in realtà non sono), per tanto si può immaginare di aumentare la potenza del motore aumentando indistintamente la pmi (e quindi la quantità di comburente e combustibile in ingresso)), mantenendo il numero di giri costante, oppure aumentare il numero di giri mantenendo costante la pmi.

A differenza della pressione media effettiva, la pressione media indicata non tiene conto delle perdite organiche, ovvero quelle perdite legate agli attriti, alle forze d'inerzia degli organi e alla potenza necessaria a muovere gli ausiliari. La pmi risulta quindi essere maggiore della pme, ed è legata ad essa tramite il rendimento organico:
{\displaystyle pmi={\frac {pme}{\eta _{o}}}}
Si può affermare che la pme prende il suo nome proprio dalla pressione media indicata.

## Fonti
- Giancarlo Ferrari, Motori a combustione interna, IL Capitello, 2008, ISBN 978-88-426-7022-3.